# Ceilodiastrophon
Ceilodiastrophon — рід совкових з підродини совок-п'ядунів, який зустрічається в Папуа Новій Гвінеї.

## Систематика
У складі роду:
- Ceilodiastrophon albopunctata Bethune-Baker, 1908
- Ceilodiastrophon brunneum Bethune-Baker, 1908